# Kinnecaris impervia
Kinnecaris impervia is een eenoogkreeftjessoort uit de familie van de Parastenocarididae. De wetenschappelijke naam van de soort is voor het eerst geldig gepubliceerd in 1995 door Cottarelli & Bruno.